# Vladimír Pecháček
Vladimír Pecháček (3. dubna 1909, Přeštice, Rakousko-Uhersko – 24. srpna 1969, Praha, Československo) byl český malíř, grafik a pedagog, absolvent Akademie výtvarných umění v Praze. Ve své tvorbě se věnoval náboženským tématům a krajinomalbě.

## Životopis
Narodil se v Přešticích čp. 23. Pokřtěn Vladimír Maria Anna Pecháček. Otec Otokar Pecháček pocházel z plzeňské patricijské a buditelské rodiny. Matka byla příslušnicí maďarského aristokratického rodu. Studoval bohoslovectví na církevním gymnáziu v Broumově. Studium opustil, odešel do kláštera a poté jezdil s kočovnou divadelní společností. Později se vyučil obchodníkem. V roce 1932 se oženil a vedl drogistický obchod v Duchcově. Zde začal bez jakýchkoli předchozích zkušeností malovat. V období let 1932–1938 vytvořil 300 olejomaleb s náměty Duchcova a Českého středohoří, výběr z nich úspěšně vystavoval v Praze.
Od roku 1936 studoval Akademii výtvarných umění u profesorů Willi Nowaka, Maxe Švabinského a Jakuba Obrovského. Po uzavření českých vysokých škol byl přijat do mistrovské školy Franze Klemmera v Mnichově. K jeho studiu však Kancelář říšského protektora nedala souhlas. Po válce dokončil akademická studia v grafické speciálce u Vladimíra Silovského.
Často se stěhoval, v Přerově nad Labem měl ateliér, zde také vytvořil na místním zámku "Pecháčkovu galerii". V roce 1947 odešel do Roztok u Prahy, po rozvodu do Prahy, po uzavření druhého sňatku do Louňovic pod Blaníkem. V padesátých letech z existenčních důvodů vyučoval výtvarnou výchovu na středních školách v Mělníku, Chebu, Bratislavě a Seredi. Měl za to, že jeho otcem byl kníže Schwarzenberg, a tak označoval své práce jménem Wladimír Maria Anna Schwarzenberg a červenou pečetí s erbem a datem svého narození.
Zahynul tragicky pod koly auta v Praze. Za života se nedočkal ocenění své práce. Sestra Milada věnovala část jeho pozůstalosti Městskému muzeu v Kralupech nad Vltavou. Pochován je na vyšehradském hřbitově.

## Dílo
Za války vytvářel nadživotní a dynamické obrazy světců, z jejichž reprodukcí vydal v letech 1940 – 1943 vlastním nákladem čtyři alba cyklů:
- Věřím v Boha (s úvodním slovem Františka Tichého)
- Sedm darů Ducha svatého
- Křížová cesta
- Hříchy a ctnosti